# Bojan Dubljević
Bojan Dubljević (cyr.: Бојан Дубљевић; ur. 24 października 1991 w Nikšiciu) – czarnogórski koszykarz występujący na pozycjach skrzydłowego oraz środkowego, obecnie zawodnik Walencji Basket.

## Osiągnięcia
Stan na 11 czerwca 2019, na podstawie, o ile nie zaznaczono inaczej.
Drużynowe
- Mistrz:
  - Eurocup (2014, 2019)
  - Hiszpanii (2017)
  - Czarnogóry (2011, 2012)
- Wicemistrz:
  - Eurocup (2017)
  - Czarnogóry (2010)
- Zdobywca:
  - superpucharu Hiszpanii (2017)
  - pucharu Czarnogóry (2012, 2012)
- Finalista pucharu Hiszpanii (2013, 2017)

Indywidualne
- MVP:
  - finałów hiszpańskiej Ligi Endesa (2017)
  - ligi czarnogórskiej (2012)
  - miesiąca Ligi Endesa (kwiecień 2017)
  - kolejki ACB/Ligi Endesa (16, 29 – 2012/2013, 24, 31 – 2016/2017)
  - I spotkania:
    - TOP 8 Eurocup (2011/2012)
    - półfinałów Eurocup (2014)
- Wschodząca Gwiazda EuroCup (2013, 2014)
- Zaliczony do:
  - I składu:
    - Eurocup (2017, 2019)
    - Ligi Endesa (2017, 2019)

  - II składu:
    - Eurocup (2012, 2014)
    - Ligi Endesa (2018)

Reprezentacja
- Brązowy medalista mistrzostw Europy U–18 dywizji B (2009)
- Uczestnik:
  - mistrzostw Europy:
    - 2013 – 17. miejsce, 2017 – 13. miejsce
    - U–20 (2010 – 6. miejsce, 2011 – 7. miejsce)
    - U–18 dywizji B (2008, 2009)

  - kwalifikacji do:
    - Eurobasketu (2012, 2016)
    - mistrzostw świata (2017)
- Zaliczony do I składu Eurobasketu U–20 (2011)